# ジャック・マーフィー (野球)
ジョン・ジョセフ・"ジャック"・マーフィー（John Joseph "Jack" Murphy, 1988年4月6日 - ）は、アメリカ合衆国フロリダ州ソラソータ出身のプロ野球選手。現在はMLB・ロサンゼルス・ドジャース傘下所属。

## 経歴
2009年に、MLBドラフト31巡目（全体940位）でトロント・ブルージェイズに指名され入団。
2012年はA+級ダニーデン・ブルージェイズとAA級ニューハンプシャー・フィッシュキャッツでプレー。MiLBのシーズン終了後はオーストラリアン・ベースボールリーグのキャンベラ・キャバルリーでプレーし、チームの優勝に貢献した。
2013年はAA級ニューハンプシャーで開幕を迎え、8月にAAA級バッファロー・バイソンズへ昇格。AAA級では3試合に出場した。MiLBのシーズン終了後はキャンベラでプレー。11月18日に行われた、アジアシリーズ2013の準決勝・三星ライオンズ戦で延長10回表に決勝2ランを打ち、11月20日に行われた決勝の統一セブンイレブンライオンズ戦でも8回裏に満塁ホームランを放つなど活躍し、4試合で17打数4安打9打点2本塁打の成績を残しMVPを受賞した。